# Joldișești
Joldișești falu Romániában, Erdélyben, Fehér megyében. Közigazgatásilag Aranyosszohodol községhez tartozik.
Aranyosszohodol irányából a DC121 községi úton közelíthető meg.
Az 1956-os népszámláláskor jelent meg első ízben önálló településként, korábban Valea Verde része volt. 1956-ban 78, 1966-ban 100, 1977-ben 75, 1992-ben 18, 2002-ben 14 fő lakta, valamennyien románok. 2011-re már csak két lakosa maradt.